# Копытово (Дмитровский городской округ)
Копытово (Игнатово-Копытово) — деревня в Дмитровском муниципальном округе Московской области. До 2018 года находилась в составе сельского поселения Большерогачёвское. Население — 0 чел. (2010). 

## Расположение
Деревня расположена на северо-западе района, примерно в 25 км северо-западнее Дмитрова, у истоков безымянного ручья, впадающего слева в Левый Нагорный канал (бассейн реки Яхромы), высота центра над уровнем моря 128 м. Ближайшие населённые пункты — Александрово в 0,5 км на запад и Поздняково в 1,5 км на юг.

## История
В Копытово размещалась наблюдательная речная станция (разливы Яхромы, уровень воды).
В 1926 году деревня Игнатово-Копытово входила в Александровский сельсовет Рогачёвской волости Дмитровского уезда Московской губернии.
До 2006 года Копытово входило в состав Большерогачевского сельского округа Дмитровского района.

## Население
| 2002 | 2006 | 2010 |
| ---- | ---- | ---- |
| 1    | ↗2   | ↘0   |

В 1926 году в Игнатово-Копытово числилось 91 мужчина и 162 женщины (253 человека), проживающих в 51 крестьянском дворе.